# È normale
È normale è un singolo del gruppo musicale italiano Videomind, il primo estratto dal primo album in studio Afterparty e pubblicato il 13 luglio 2010.

## La canzone
Il brano tratta principalmente dei periodi estivi e dei problemi a loro legati: difatti, nella canzone si possono sentire i due rapper lamentarsi di vari fatti che accadono per via del caldo e di ciò che esso comporta. Si lamentano ad esempio di svegliarsi ogni mattina sudati con le lenzuola bagnate, oppure dell'arrivo delle zanzare che nella stagione estiva diventano più numerose.
È stato prodotto un remix della canzone dal duo house Blatta & Inesha che è stato poi inserito nella versione EP del singolo e nell'album di remix Afterparty Remix.

## Video musicale
Il video del brano è stato girato sotto la regia di Andrea Revelli e pubblicato il 24 giugno 2010 (in corrispondenza con la pubblicazione del singolo).
Nel videoclip si possono vedere i tre membri del gruppo svegliarsi completamente sudati lamentandosi dei vari problemi che porta la stagione estiva.
Gli effetti grafici sono invece a cura di Francesco Paura.

## Tracce
1. È normale (Radio Edit) – 3:29
2. È normale (Instrumental Version) – 3:29
3. È normale (Blatta & Inesha Remix) – 3:30